# Heroes of Might and Magic II
Heroes of Might and Magic II: The Succession Wars  là tựa game thuộc thể loại chiến thuật theo lượt do Jon Van Caneghem phát triển thông qua hãng New World Computing và The 3DO Company phát hành vào năm 1996. Trò chơi này là phần thứ hai của dòng Heroes of Might and Magic và thường được công nhận là tựa game đột phá cho cả sê-ri. Heroes II được PC Gamer bình chọn là game PC thứ sáu hay nhất mọi thời đại vào tháng 5 năm 1997. Nhà sản xuất còn tung thêm một bản mở rộng mang tên The Price of Loyalty phát hành vào năm 1997. Về sau, 3DO đã đính kèm Heroes II và bản mở rộng của nó vào trong một hộp, phát hành dưới cái tên Heroes of Might and Magic II Gold năm 1998.

## Cốt truyện

Giao diện chính trong game Heroes of Might and Magic II

Đoạn kết kinh điển của Heroes I đưa đến kết quả là chiến thắng thuộc về Lãnh chúa Morglin Ironfist. Mấy năm sau, ông đã có công thống nhất toàn bộ lục địa Enroth và được quần thần tôn lên làm vua. Sau cái chết của nhà vua, hai người con trai của ông là Archibald và Roland lại tranh giành ngôi báu. Archibald bèn ra tay sắp đặt một loạt các sự kiện khiến Roland bị đi đày. Sau đó Archibald mới ung dung lên ngôi vua, trong lúc Roland dấy binh chống lại. Mỗi hướng tuyến đều được thể hiện bằng một trong hai chiến dịch của game. Chiến dịch của Archibald có tới ba hàng thị trấn "ác", trong khi chiến dịch của Roland có tới ba hàng thị trấn "thiện". Nếu Archibald nắm lấy phần thắng, cuộc nổi loạn của Roland bị dẹp yên, và bản thân Roland bị giam trong Lâu đài Ironfist, để lại Archibald trở thành kẻ thống trị xứ Enroth mà không còn thế lực nào dám đối chọi. Thế nhưng kết thúc kinh điển dẫn đến chiến thắng thuộc về Roland, riêng Archibald thì bị pháp sư trong triều tên là Tanir phù phép hóa thành đá. Sự kiện này có dính dáng về sau trong Might and Magic VI: The Mandate of Heaven, khi Archibald thoát khỏi phong ấn. Ông còn là NPC quan trọng có mặt trong Might and Magic VII: For Blood and Honor.

## Lối chơi
Heroes II bổ sung thêm hai phe Necromancer và Wizard bên cạnh các phe phái cũ như Knight, Barbarian, Sorceress và Warlock xuất hiện ngay từ bản đầu tiên. Một số tính năng mới được giới thiệu trong Heroes II kể từ đó đã trở thành tiêu chuẩn dành cho dòng game. Cái đầu tiên trong số đó là những loại kỹ năng giúp anh hùng nâng lên khả năng đặc biệt. Mỗi anh hùng có thể sở hữu lên đến tám kỹ năng phụ khác nhau ngoài mười bốn cái có sẵn trong game. Một khi đã đạt được, một kỹ năng có thể được phát triển từ cấp cơ bản (Basic) lên tới nâng cao (Advanced) và cuối cùng là mức chuyên gia (Expert). Ví dụ, chiêu Wisdom cho phép anh hùng học được phép cấp độ 3 và cao hơn nữa, trong lúc chiêu Logistics làm tăng khả năng di chuyển của anh hùng ở xứ sở này. Trong Heroes I, anh hùng có một khả năng đặc biệt cố định duy nhất tùy theo class của họ. Hệ thống phép thuật đã được thay đổi trong Heroes II. Heroes I thì sử dụng một hệ thống ghi nhớ mà mỗi loại phép đều có thể được tung ra một số lần nhất định trước khi bị kiệt sức. Heroes II dùng hẳn hệ thống điểm ma thuật cho phép người chơi phân bổ việc sử dụng phép thuật những khi cần thiết và làm biến đổi số điểm khác nhau của các loại phép thuật riêng biệt nhằm duy trì thế cân bằng. Một tính năng chính được giới thiệu trong Heroes II là khả năng nâng cấp các đơn vị quân, cải thiện chỉ số của chúng và trong một số trường hợp là những chiêu thức quan trọng.

## Mở rộng
The Price of Loyalty là bản mở rộng dành cho Heroes II được phát hành vào năm 1997. Quá trình phát triển bản mở rộng này được giao phó cho hãng Cyberlore Studios thực hiện. Bản mở rộng thêm vào bốn chiến dịch mới, di vật mới, bản đồ kịch bản mới, các công trình mới hiện diện trong bản đồ và công cụ tạo màn được cải tiến. Bản mở rộng còn bổ sung thêm công trình mới cho phe Necromancer - ngôi đền giúp tăng cường khả năng tụ tập binh đoàn tử thi (Necromancy Skills) của các anh hùng. Mỗi chiến dịch mới này đều có cốt truyện hoàn toàn khác nhau mà không có bất kỳ mối liên hệ nào với bản game gốc hoặc các chiến dịch khác.